# 伏羌戰鬥
伏羌戰鬥發生於1914年6月2日，地點則是在中國甘肅。是北洋政府時期內戰之一，起因為河南白朗（白狼）軍隊攻陷甘肅，袁世凱北洋政府軍隊連同甘肅駐軍圍剿白朗。